# Katiujanka, Vîșhorod
Katiujanka (în ucraineană Катюжанка) este localitatea de reședință a comunei Katiujanka din raionul Vîșhorod, regiunea Kiev, Ucraina.

## Demografie
Componența lingvistică a localității Katiujanka
     Ucraineană (96,89%)
     Rusă (2,73%)
     Alte limbi (0,21%)
Conform recensământului din 2001, majoritatea populației localității Katiujanka era vorbitoare de ucraineană (96,89%), existând în minoritate și vorbitori de rusă (2,73%).

## Galerie

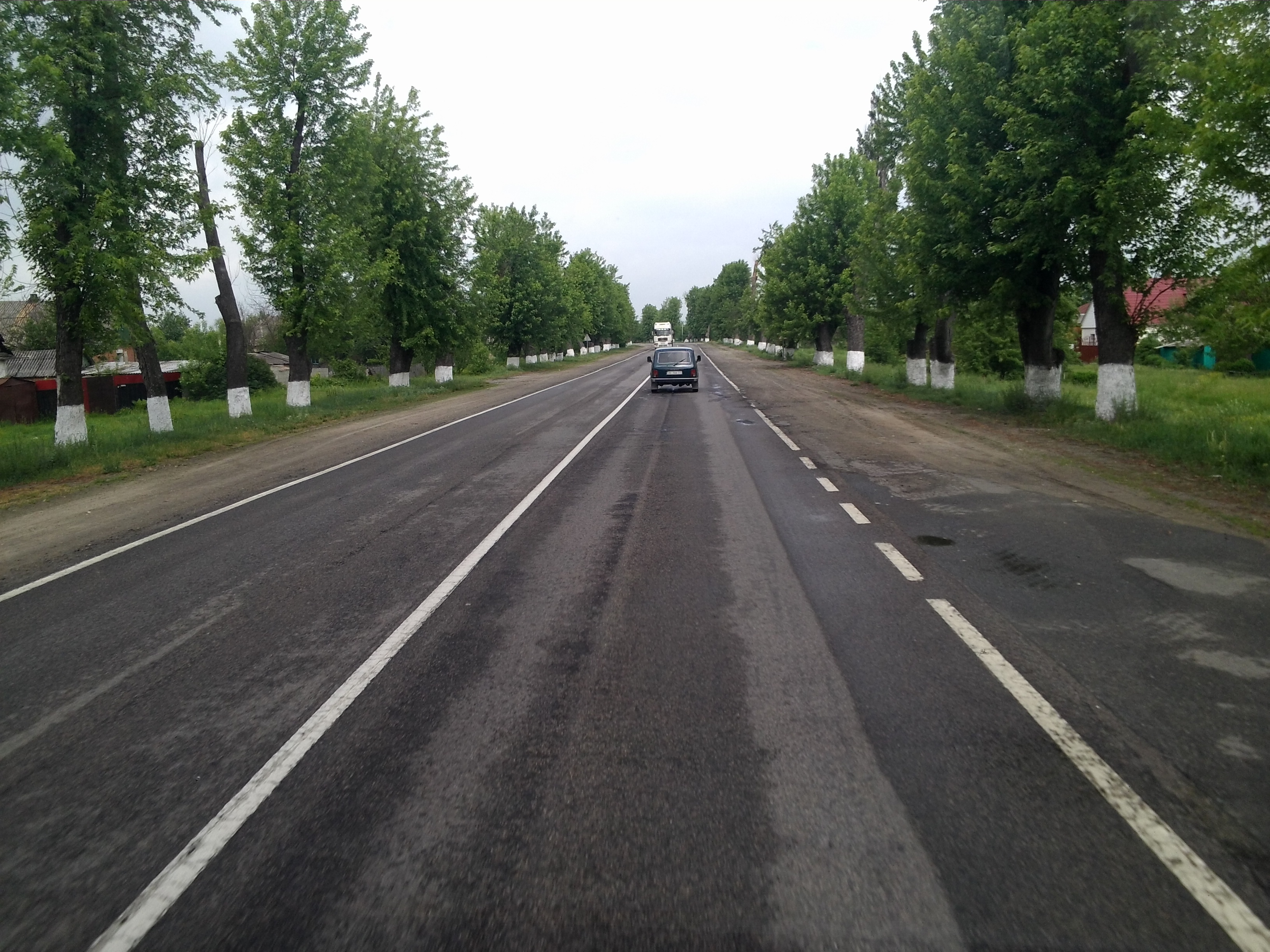
Drumul care trece prin sat
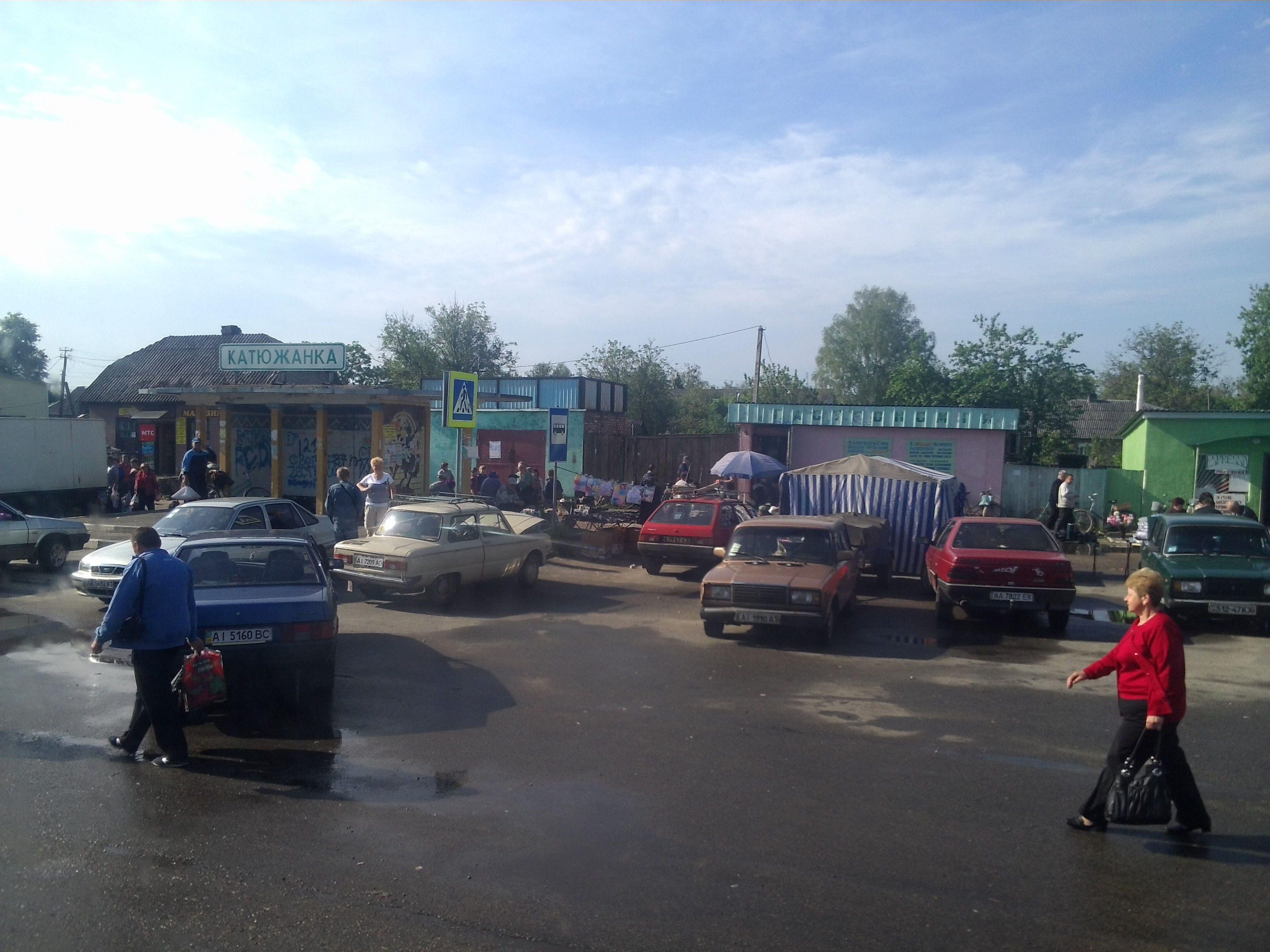
Centrul satului
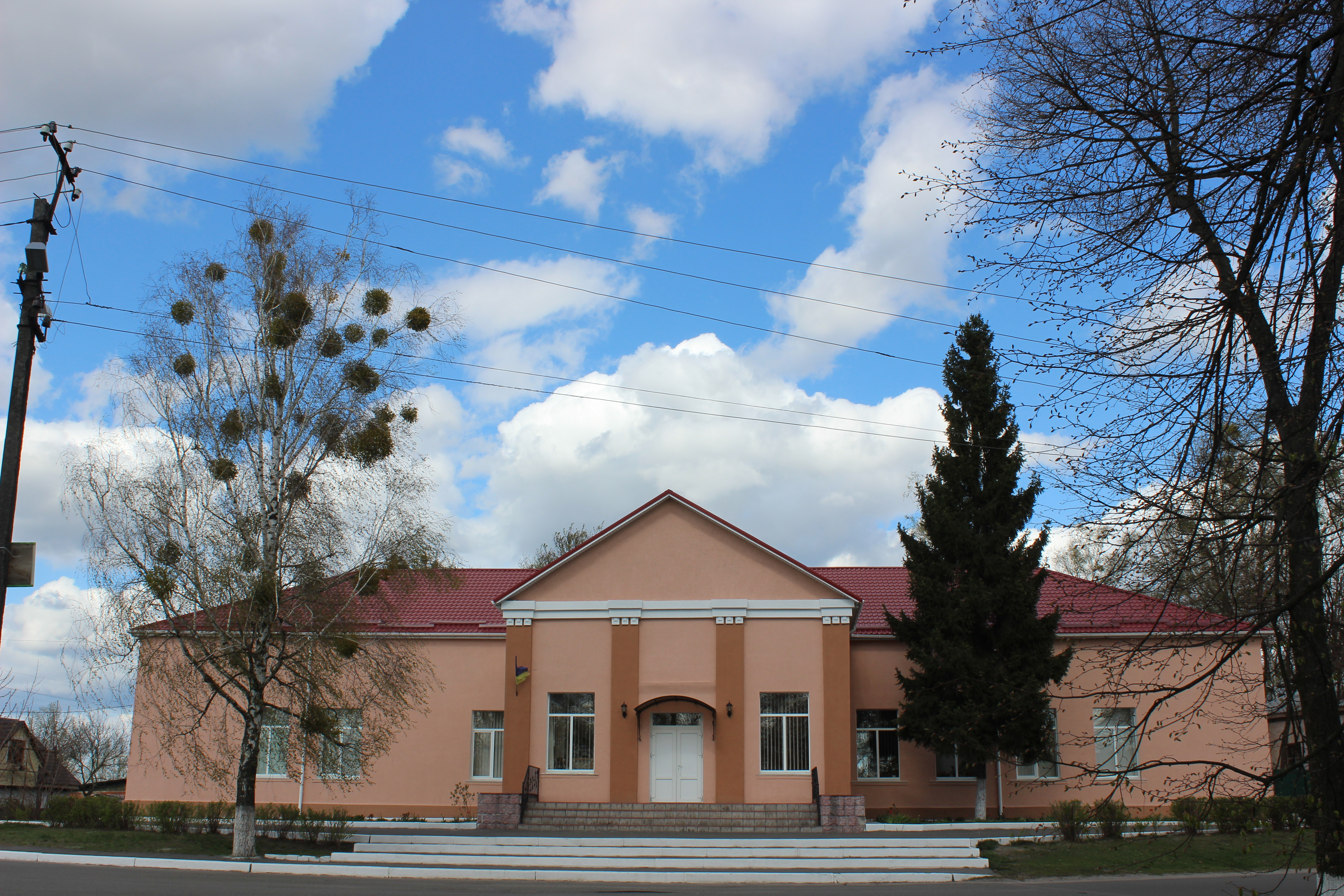
Casa de cultură
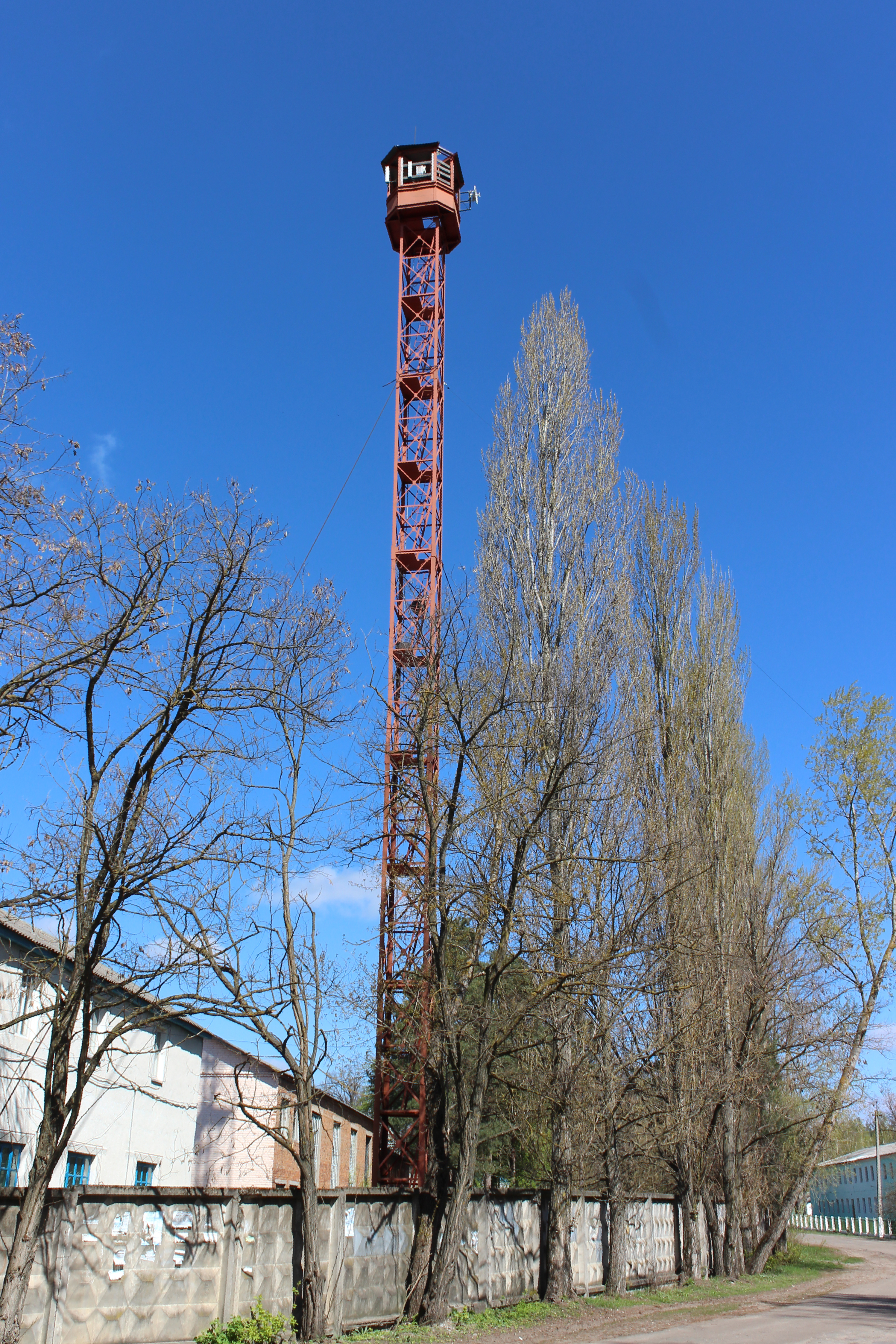
Turn
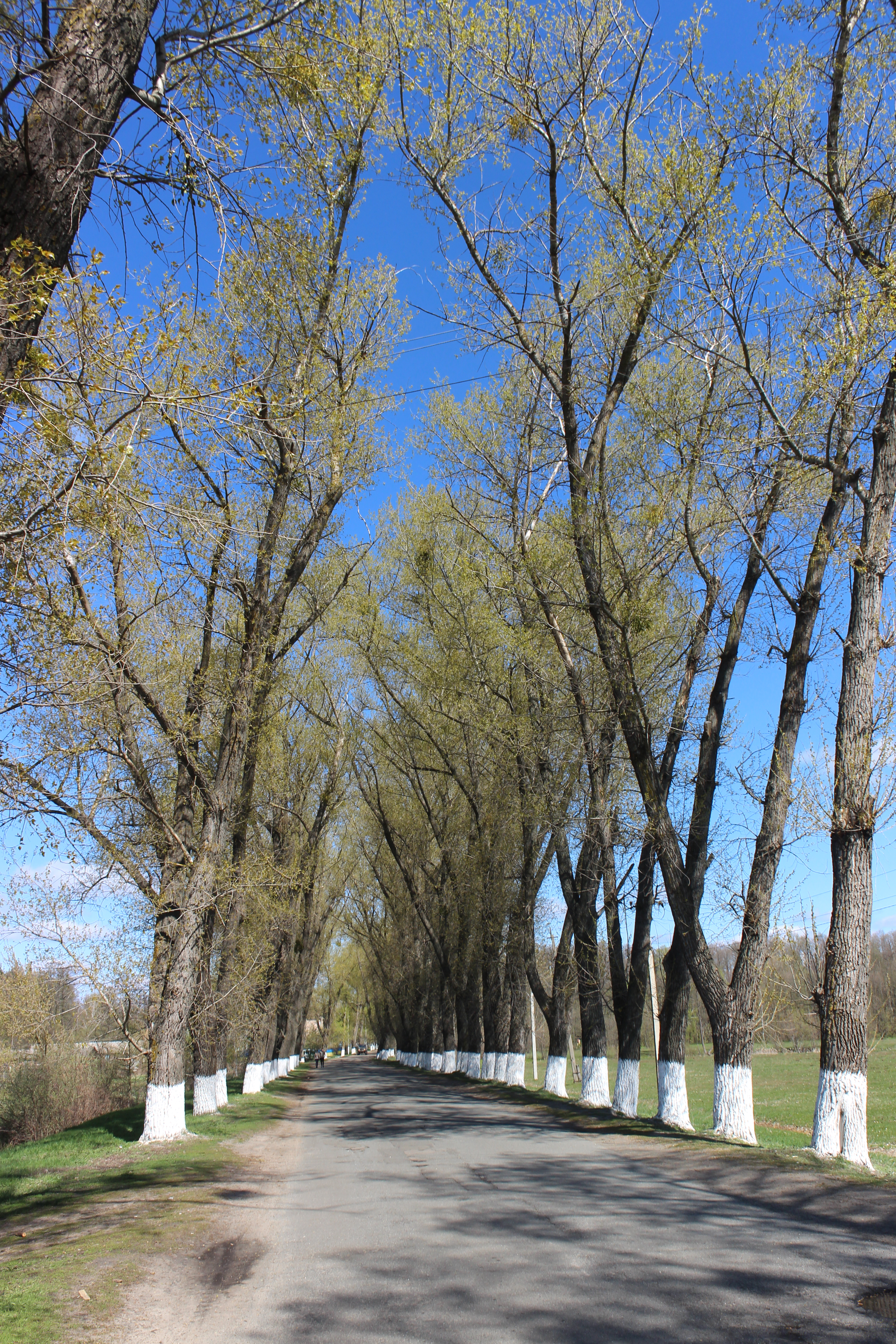
Baraj
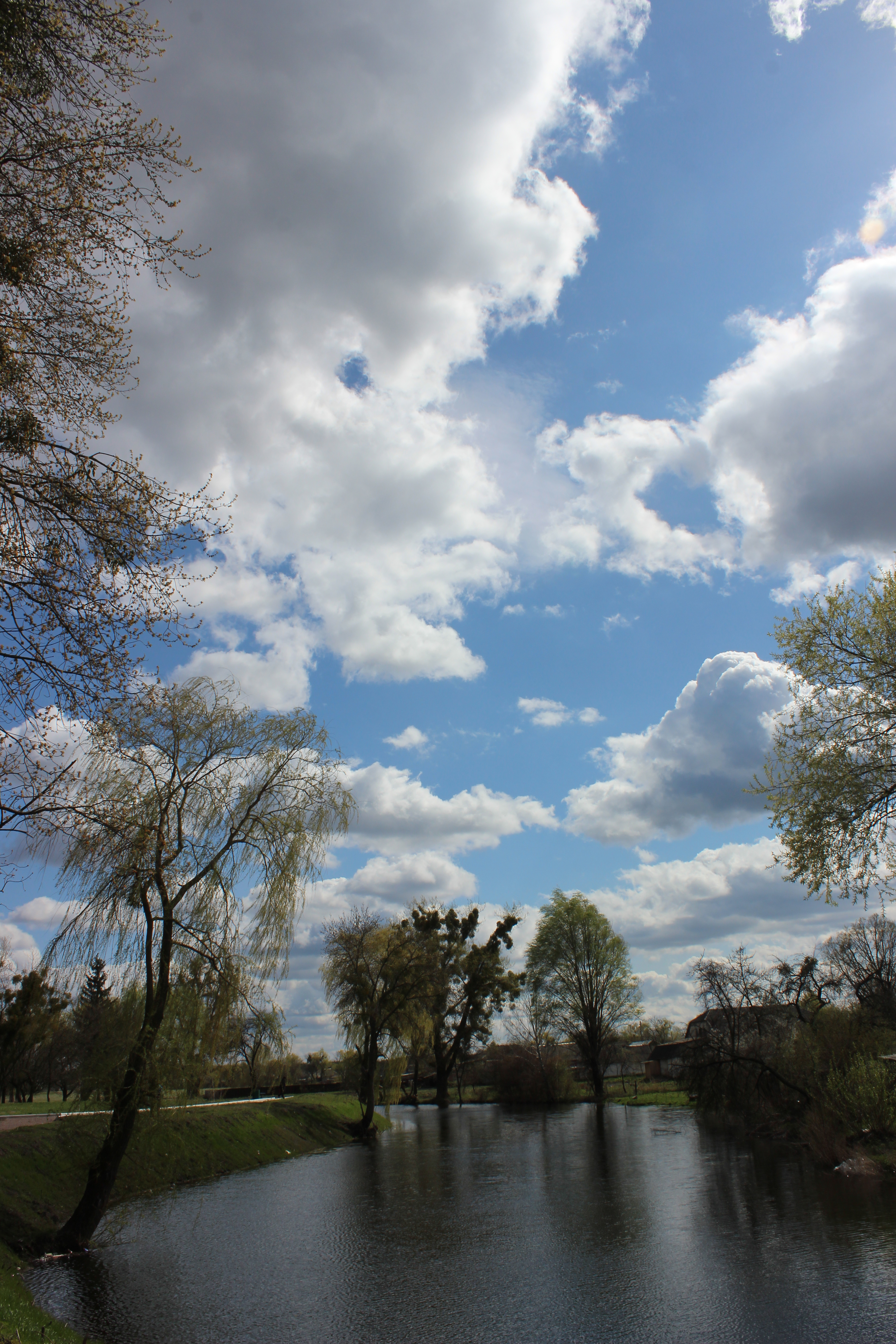
Zonă de odihnă
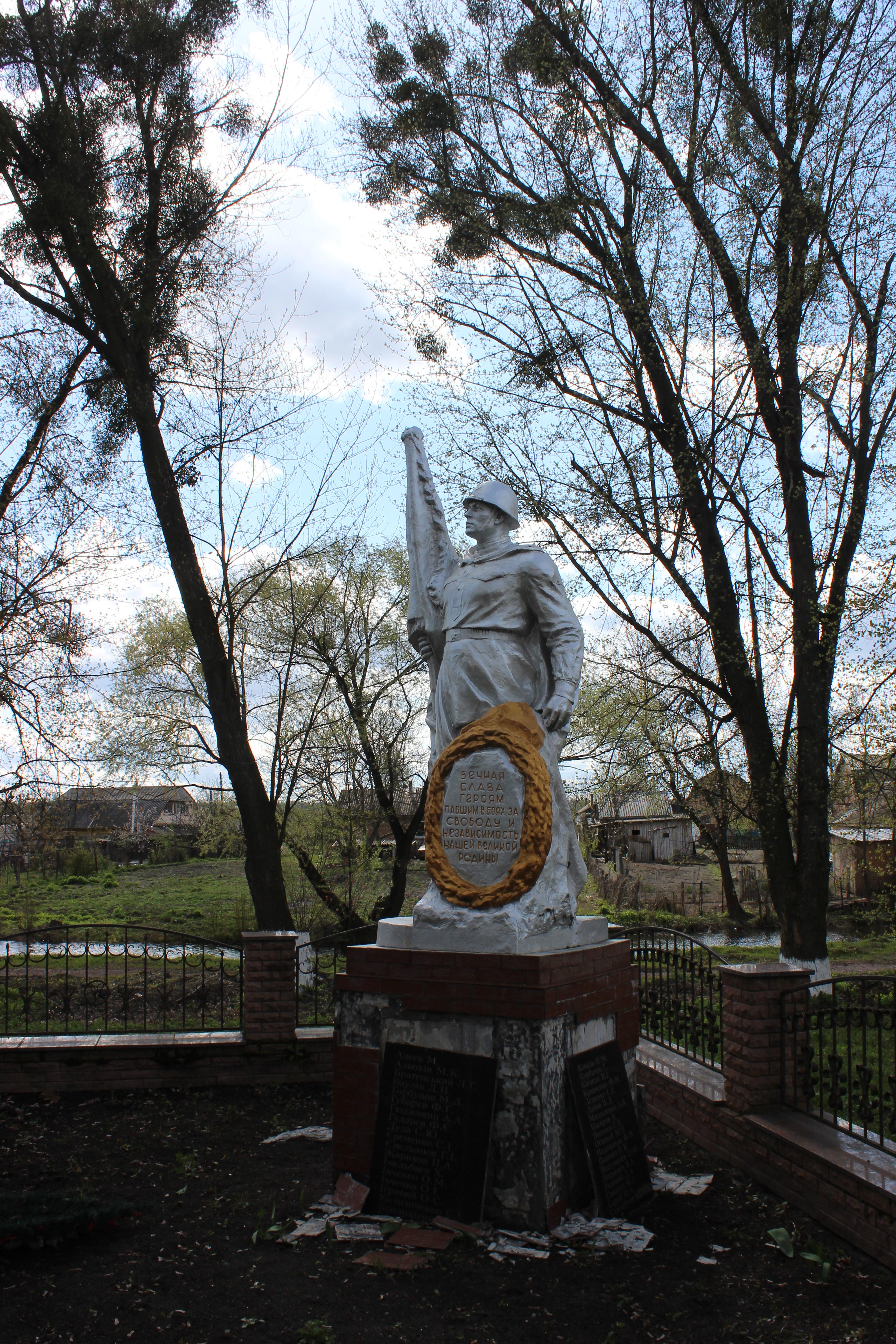
Monumentul soldaților sovietici
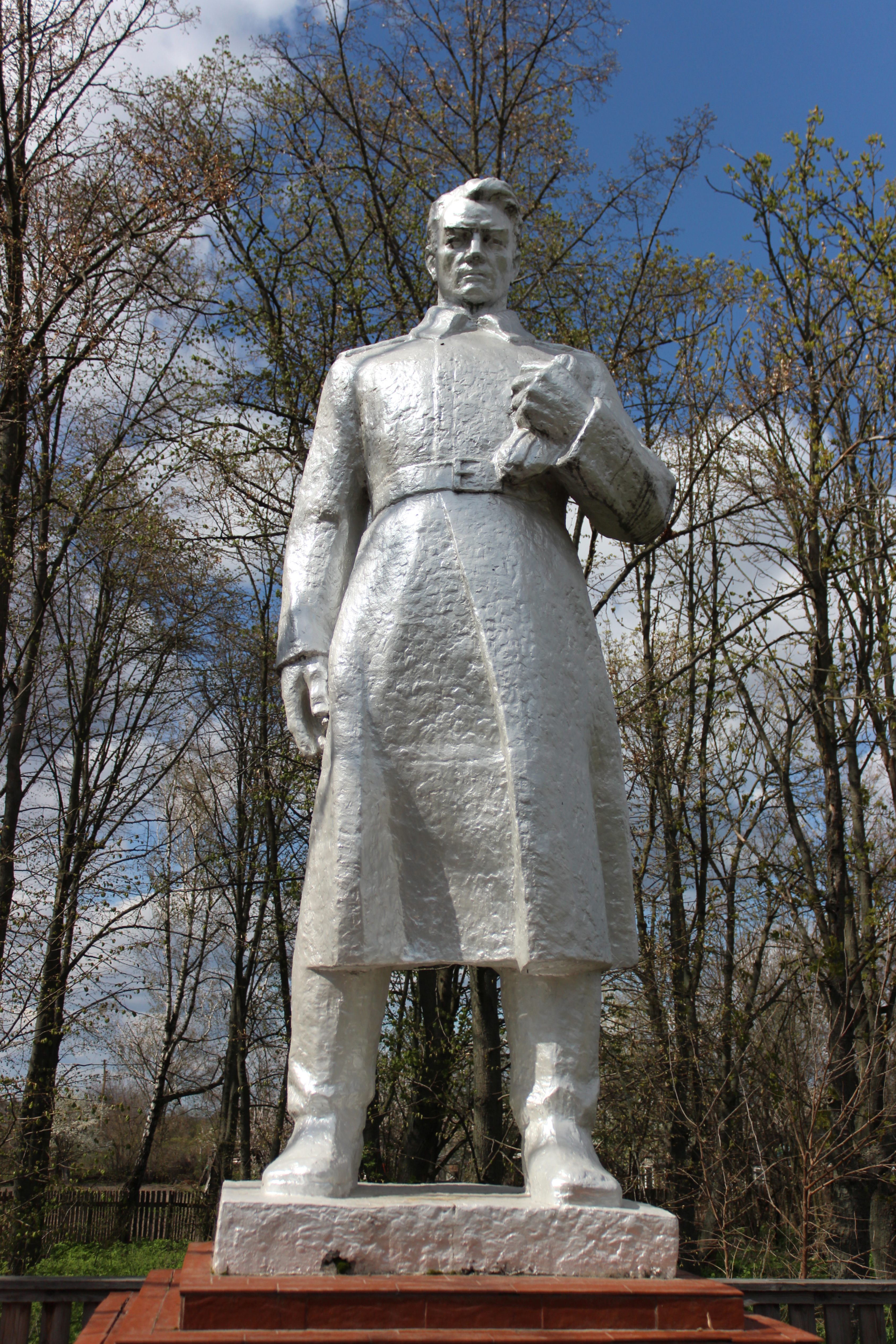
Monumentul ostașilor săteni